# Turanivka, Iampil
Turanivka (în ucraineană Туранівка) este un sat în comuna Vozdvîjenske din raionul Iampil, regiunea Sumî, Ucraina.

## Demografie
Componența lingvistică a localității Turanivka
     Ucraineană (100%)
Conform recensământului din 2001, toată populația localității Turanivka era vorbitoare de ucraineană (100%).